# Cabaços (Ponte de Lima)
Pour les articles homonymes, voir Cabaços.
Cabaços est un petit village de 703 habitants situé dans la région de Viana do Castelo.